# Tauno Timoska
Tauno Timoska,  född 5 april 1932 i Åbo, död 15 juni 2022, var en finsk bandy- och landhockeyspelare.

## Landhockey
Timoska blev nio gånger finsk mästare i landhockey med sin klubb Nuijamiehet. Han deltog även i hemma-OS i Helsingfors 1952 - den hittills enda gången som Finland deltagit i en OS-turnering i landhockey.

## Bandy
Timoska blev historisk som den förste målskytten i VM-historien, när han vid bandy-VM 1957 på Helsingfors Olympiastadion, sköt både det första och det avgörande 4-3-målet mot Sverige. Efter det sistnämnda målet blev Timoska så glad att han kastade sin klubba högt upp i luften. Han varnades men svarade med att i ren glädje omfamna domaren. Finland blev silvermedaljörer och Timoska utsågs till turneringens bäste forward.
Timoska tillhörde de tongivande spelarna i Käpylän Urheilu-Veikot när Helsingfors-klubben vann sina enda två finska mästerskap 1958 och 1959. 
Vid Oslo-VM 1961 var Timoska med om att erövra bronsmedaljen genom att besegra hemmanationen. Timoska gjorde tre mål i turneringen och blev därmed delad skytteligavinnare.